# Impatiens scullyi
Impatiens scullyi är en balsaminväxtart som beskrevs av Joseph Dalton Hooker. Impatiens scullyi ingår i släktet balsaminer, och familjen balsaminväxter. Inga underarter finns listade i Catalogue of Life.